# リチャード・クロウシェイ

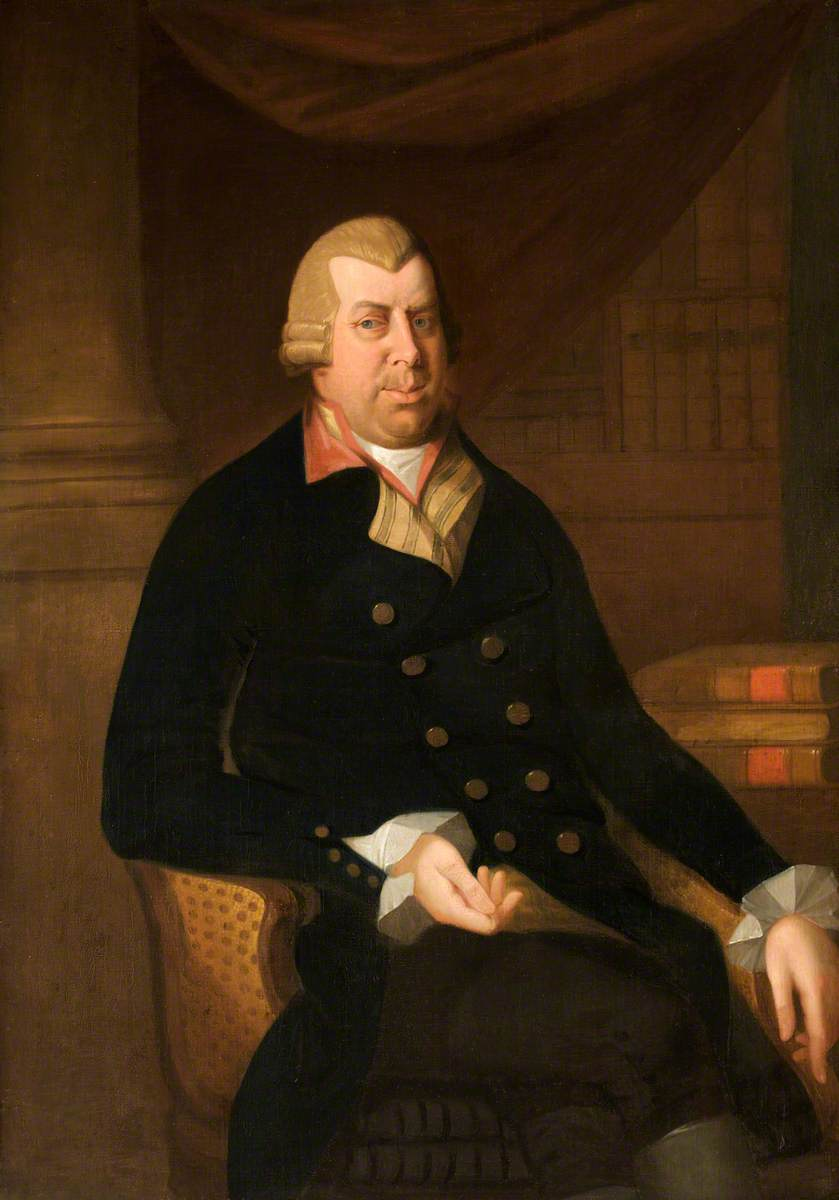
リチャード・クロウシェイ

リチャード・クロウシェイ（Richard Crawshay、1739年 – 1810年6月27日）は、イギリスの製鉄業者。
1799年時点のグレートブリテン王国における百万長者（100万ポンド以上の財産を所有する人物）の1人であり、200万ポンド（2023年時点の2.48億ポンドと同等）を所有した。1810年に死去した後、遺産相続にあたり計算された遺産の価値が150万ポンドに上る。

## 生涯
ウィリアム・クロウシェイ（William Crawshay、1713年 – 1766年）と妻エリザベス（1714年 – 1774年、旧姓ニコルソン）の長男として、1739年にノーマントンで生まれた。妹が3人いる。16歳のときにロンドンに向かい、テムズ・ストリートの金物商ビックルウィス（Bicklewith）の見習いになった。ビックルウィスのもとでたちまち頭角を現し、1763年にはビックルウィスの事業を買収した。
1760年代から1770年代にかけて鋳鉄製品、鉄製品商として財を成し、アッパー・テムズ・ストリートに邸宅ジョージ・ヤード（George Yard）を構えた。1780年代にはロンドンの金物商として主導的立場を持つに至ったが、この時期までは仕入れを主にバルト海経由の輸入に頼っていた。またアメリカ独立戦争ではシファースファ製鉄所を所有する実業家アンソニー・ベーコンと協業して軍需局に大砲を提供し、1786年にベーコンが死去すると、その遺産のうち製鉄所を含むシファースファを租借した。クロウシェイはヘンリー・コートによる攪拌精錬法の発明を援助したほか、1793年までにシファースファ製鉄所の規模拡大に5万ポンド投資して、1796年には1年間で7,204トンの銑鉄を鋳造した。シファースファ製鉄所は全ヨーロッパの工業家から注目され、クロウシェイには「鉄の王モレク」（Moloch the Iron King）のあだ名がついた。シファースファに近いマーサー・ティドビル周辺の製鉄業者との関係は悪かったが、製鉄業の保護に力を入れ、1797年に鉄の課税案への反対運動に参加した。
製鉄以外では南ウェールズの運河、道路の建設にも貢献した。敬虔なイングランド国教会信者だった。
1810年6月27日に死去、ランダフ大聖堂に埋葬された。死後、製鉄所が息子ウィリアム、娘婿ベンジャミン・ホール、妹の息子ジョセフ・ベイリーの間で分割相続された。
裕福でない出身から長者番付（1799年）6位まで成り上がったという一生はサミュエル・スマイルズの『工学者列伝』（Lives of the Engineers、1862年）に収録された。

## 家族
1763年6月13日、メアリー・ボーン（Mary Bourne、1745年 – 1811年）と結婚して、1男3女をもうけた。
- ウィリアム（英語版）（1764年 – 1834年8月11日） - 実業家。1784年ごろ、エリザベス・カズンズ（Elizabeth Couzens、1760年 – 1825年）と結婚、子供あり[4]
- アン（1779年ごろ – 1837年4月5日） - トマス・フランクレン（Thomas Franklen）と結婚[5]
- エリザベス - ウィリアム・ウィリアムズ（William Williams、1739年 – 1828年）と結婚[6]
- シャーロット（1839年6月8日没） - 1801年12月16日、実業家ベンジャミン・ホール（英語版）と結婚、子供あり。1821年5月19日、サミュエル・ホーキンス（Samuel Hawkins）と再婚[7]